# Taxithelium tongense
Taxithelium tongense är en bladmossart som beskrevs av Brotherus 1908. Taxithelium tongense ingår i släktet Taxithelium och familjen Sematophyllaceae. Inga underarter finns listade i Catalogue of Life.